# 蔷薇刑
《薔薇刑》（日语：／ Bara Kei），是日本摄影家细江英公为作家三岛由纪夫拍摄的裸体写真集。全书由“序曲”、“市民的日常生活”、“微笑的时钟或懒惰的证人”、“各式各样的亵渎”以及“蔷薇刑”等五章组成，共收录了96张照片。写真集中利用了照片合成技术与各种道具，唯美的画面充满幻想色彩，而被拍摄对象的健美肉体也是作品的亮点，读者在翻阅作品的过程中会联想到“一个连贯的故事”。1963年3月25日，写真集由集英社出版发行，并获得了“日本写真批评家协会”办法的作家奖。写真集中超现实的构图及三岛由纪夫的巨大人气，在日本国内外都博得了高度关注。

## 作品成立・背景
三岛看过细江英公在1961年出版的写真集《男人与女人》（模特为舞蹈家土方巽）后，评价甚高，于是通过讲谈社的编辑川岛胜引荐，委托细江为自己的评论集《美的袭击》（1961年11月版）拍摄卷首及封面的照片。当年9月13日，细江及助手随川岛到三岛家中拜访，当时正在裸体晒日光浴的三岛急忙穿上衣服，但细江劝他保持裸体姿态，并找来了橡胶水管做道具，给三岛拍了几张照片，这成了后来拍摄写真集的缘起。三岛对这次缠绕着橡胶水管的拍摄体验这样回忆：
我问细江“究竟这样拍意味着什么？”。他的回答非常简明扼要，只有四个字“破坏偶像”。于是我说“哎，这么说的话，让我来拍也不对吧？首先，我本来就不是偶像，其次，我一直不停在尝试破坏我自己的。若要真的破坏偶像，应该找一个大佬来剥光了缠上水管吧。”“下次我就这么干。” ，于是我们俩感觉谈话很投机。接着他跟我提议，拍一套用于上展会的作品，我确定了这不是商业性质的拍摄，而是他的摄影创作，就爽快地答应了。
 — 三岛由纪夫
于是，从1961年9月13日起的半年间，细江为三岛拍摄了十几次，最后以写真集《蔷薇刑》出版。三岛回忆这一段拍摄体验，“在细江的镜头前，我丝毫不需要有自己的精神或心理建设。这是让自己的心态进行飞跃提升的体验，于是每次拍摄前都非常期待” 。
写真集的拍摄地点主要在东京都大田区南马込的三岛家中，其他还有舞蹈家土方巽的练舞场所（目黑区）、江东区龟户的废弃工厂、港区青山教堂旧址内的施工工地等。其他参与拍摄的模特还有土方巽及女演员江波杏子、土方的夫人元藤烨子。三岛每次在家中拍摄时，认为“拍摄对于孩子的教育不利”，都让夫人将长女纪子（当時2岁）带回到文京区目白台的娘家暂避。此外，三岛也禁止对家人进行任何拍摄。
一次拍摄组在龟户的废弃工厂内拍摄时，三岛仅穿着兜裆布，江波杏子下半身穿着牛仔裤，上半身仅穿着胸罩，结果被邻近工厂二楼的人看见，引起了围观。当时三岛感觉非常尴尬，说“当时无地自容。可能围观的人以为我们在拍色情片吧。”。
写真集中各种奇怪的姿势几乎都是摄影师的授意。细江对于三岛在拍摄中的表现非常满意，夸赞“三岛在电影中也有过表演的经历，可以说他做模特比当演员还要出色。只要我让他保持不动，他就可以一分钟都不眨眼睛。我没见过这么厉害的，简直是日本最佳的摄影模特。” 。三岛对写真集的意义也有自己的理解：
不管哪个艺术家，往往都希望自己也成为艺术的一部分吧。但往往过于怕羞，不敢表达出来。在私小说中，尽管作家把自己写成丑陋不堪的形象，以及低俗无聊的恋爱，其实作家自信这就是“艺术”。尽管我不会写诗，但这个写真集就是我与摄影师共同创作的诗篇。这就是用照片组成的诗集。
 — 三岛由纪夫 

## 出版发行经过
1962年1月5日，细江在东京银座松屋百货举办的一场青年摄影家的集体摄影展“NON”上，首次公开了20张照片组成的“蔷薇刑”作品。最初三岛为这组作品起了多个候选的标题，包括：“受苦的草稿”、“男人与蔷薇”、“恶梦遁走曲”、“受难变奏曲”、“死与饶舌”以及“蔷薇刑”。据三岛回忆，出版的写真集命名过程也一样，最后细江拍板决定了正式的名称。次年3月25日，集英社出版了同名写真集，装帧由杉浦康平负责。新书售价为3500日元，之后逐渐被国内外关注之后，到了2003年，二手书交易价已达到数十万日元。
由于这部写真集在海外也广受好评，1971年集英社再次出版了这本写真集，这次的装帧负责人是横尾忠则。此时已是三岛自杀事件的第二年。随着时间的推移，这一版本的二手市场价也已达到十几万日元。打开这一版本的书封套，可以看到横尾所设计的一副带有印度风格的三岛涅槃画像。
1984年，集英社再次出版由粟津洁负责装帧的《蔷薇刑·新版》（ISBN号：408532019X）。到了21世纪，同样装帧的英文版写真集也被出版，且较容易在网络上买到。
2008年11月，出版社又发行了完全复刻版，内有细江的亲笔签名，售价尽管高达52500日元，但仅花了一天半时间就一售而空。
2015年是三岛自杀离世45周年，为了纪念这位作家，在巴黎的SAGE Paris画廊（1月22日-3月28日）与东京筑地（3月5日-3月31日）分别举办了一场“蔷薇刑”摄影展。

## 对作品的评价研究
《蔷薇刑》因获得了“日本写真批评家协会”作家奖，不仅在日本国内备受关注，在德国也受到了好评，在法兰克福国际图书展上也获得了很高的人气。
安部公房对该书的评价如下：
艺术家的真实愿望可能并不是创造艺术，而是自身化身为艺术。默默地，默默地打开其生命。不是应该愉快地加入这个仅一人构成的组织，仅一人构成的秘密结社，与之痛快地相处游戏吗？
 — 安部公房
而山中刚史也指出，三岛自身说过“我想成为艺术的对象”，因此他追求的是作为“物体”的强烈存在感。三岛在希腊旅行期间，也曾发现“创造美的作品”与“自己本身成为美的事物”之间有着同一的伦理标准，因此在写真集中的三岛抛开了作家这一身份，仅仅是作为一个客观的肉体或客体而存在，尤其通过毫无保留地展示自身的裸体，他感受到了充盈的存在感。此后三岛也继续“作为被拍摄客体的三岛”，与矢头保和篠山纪信等摄影师合作拍摄写真集，并差点出版发行了写真集《男人之死》。

## 各种发行版本
各种版本的共同点：
摄影：细江英公。被拍摄模特：三岛由纪夫。协助模特：江波杏子，土方巽，元藤燁子等
以下为各时期发行的不同版本之间的比较：
- 限定版《蔷薇刑--细江英公写真集》（集英社，1963年3月25日，NCID：BA87402583） 3,500日元
  - 装帧・写真構成：杉浦康平。B3变型开本。104页。封面布装，塑胶封套，附硬纸板书盒。
  - 序言：三岛由纪夫《细江英公序言》。序言以三色印刷。
  - 共分五章：“序曲”、“市民的日常生活”、“微笑的时钟或懒惰的证人”、“各式各样的亵渎”、“蔷薇刑”。
  - 限量发行1,500部。
- 《蔷薇刑 新輯版--细江英公写真作品》（集英社，1971年1月30日，NCID：BA37699753） 28,000日元
  - 装帧・装画・排版：横尾忠则。题签：三岛由纪夫。A3变型开本。104页。封面为天鹅绒布装，带硬纸板书盒。
  - 序言：三岛由纪夫《细江英公序言》。后记：三岛由纪夫《关于新輯版 蔷薇刑》
  - 三岛的上述两篇文章，附有英译文。各章标题、目录及收录文章标题等都用三岛亲笔书写的字体。
  - 扉页照片一张（附不锈钢板）
  - 五章标题改为：“海之目”、“目之罪”、“罪之梦”、“梦之死”以及“死”。
  - ※ 与1963年3月刊《蔷薇刑》相比，照片内容有变更（增加一张太阳的照片，删除几张照片）。
- 《蔷薇刑・新版--细江英公写真集》（集英社，1984年9月25日，ISBN：408532019X） 4,800日元
  - 装帧・照片构成：粟津洁。B4开本。100页。布装，银色带。
  - 序言：三岛由纪夫《细江英公序言》。后记：细江英公《〈蔷薇刑〉摄影手记》
- 《蔷薇刑・復刻版--细江英公写真集》（出版，2008年11月11日，NCID：BA87784049） 55,000日元
  - 装帧・写真構成：杉浦康平。B3变型开本。104页。封面布装，塑胶封套，附硬纸板书盒。
  - 序言：三岛由纪夫《细江英公序言》
  - 制作指揮：大泽类。监修：细江英公，杉浦康平
  - 限量发行500部。海外版（美国Aperture基金会） 500部。原著签名（细江英公，三岛由纪夫），封面及书盒完全复刻第一版。
  - 复刻版内页附有细江英公签名，落款印，手写编号。
- 英文版《Ba Ra Kei: Ordeal by Roses》（Aperture，2002年10月11日）
  - 100页。硬封版，与1984年版装帧相同。
  - 寄稿：Mark Holborn
- 《薔薇刑 : 細江英公寫眞集》（丸善，2015年11月25日发售，ISBN：9784908578007）60,000日元　  
  - 设计：浅叶 克己。附细江英公亲笔签名。